# Thilo Stralkowski
Thilo Stralkowski (ur. 2 maja 1987) – niemiecki hokeista na trawie. Złoty medalista olimpijski z Londynu.
Występuje w ataku. W reprezentacji Niemiec debiutował w 2011. Zwyciężał w mistrzostwach Europy w 2011 i w halowych mistrzostwach świata w 2011 i w halowych mistrzostwach Europy w 2012 W kadrze rozegrał 49 spotkań (7 lipca 2012), z tego 12 w hali i strzelił 37 bramek.